# David Estal Herrero
David Estal Herrero (Sant Marcel·lí, València, 1979) és un arquitecte valencià. És el cofundador de l'estudi multidisciplinari l'Ambaixada i impulsor d'iniciatives com Desayuno con Viandantes.
En 2008 impulsa Desayuno con viandantes. A principis de la dècada de 2010 forma part de Estal-Klouman. És un dels fundadors de l'Ambaixada, espai multidisciplinari al Barri del Carme. En 2016 realitza un estudi per a la reurbanització del Barri de Sant Marcel·lí. L'agost de 2019 és nomenat assessor en matèries urbanístiques de l'alcalde de València.
En 2014 participà en el llibre col·lectiu La ciutat construïda, publicat per Fundació Nexe i en 2017 Urbanisme contradit, ciutat compartida (Pruna Llibres).